# Moord op Milica van Doorn
De moord op Milica van Doorn is een geruchtmakende zedenmoord in Zaandam uit 1992. De 19-jarige Milica van Doorn werd in de nacht van 7 op 8 juni 1992 verkracht en vermoord. De zaak bleef lange tijd een cold case, maar werd in december 2017 alsnog opgelost. Dader Hüseyin A. werd in 2018 tot 20 jaar celstraf veroordeeld.

## De moord
Milica van Doorn was een 19-jarige scholier. Ze had onlangs haar eindexamens HAVO afgelegd en wilde aan de PABO gaan studeren. 
De avond voor de moord bezocht Milica een verjaarsdagsfeestje aan de Fluitekruidweg in Zaandam. Iets voor middernacht verliet zij daar de woning om de laatste bus te halen. Milica had zich echter in de dienstregeling vergist, want de laatste bus was reeds vertrokken. Naar men aanneemt is zij toen te voet naar huis gegaan. Daar kwam zij echter nooit aan.
De volgende ochtend werd haar lichaam in de Noorder Valdeursloot ter hoogte van de Sint-Jozefkerk in de wijk Kogerveld gevonden. Zij bleek verkracht en op gewelddadige wijze met een mes om het leven gebracht. Haar hals was doorgesneden en onder de kin zat een diepe steekwond.
In augustus 1992 werd nog haar tweede schoen gevonden.

## Onderzoek
Uit autopsie bleek dat Milica vermoedelijk al was overleden voordat zij in het water was gegooid. In haar longen zat namelijk geen water, en er werden sleepsporen bij de vijver ontdekt. Er werd een spermaspoor aangetroffen in de vagina en ook een schaamhaar gevonden op het lichaam van de vrouw.
De politie startte direct een grootschalig onderzoek in de wijk Kogerveld. Getuigen hadden een man met Turks uiterlijk gezien die zingend op de fiets in de richting fietste waar het lichaam van Milica gevonden was. De politie kon echter niet achterhalen wie de man was, en de mogelijkheden raakten daarom uitgerechercheerd. 

### DNA-onderzoek
In 2001 werd een DNA-profiel opgesteld op basis van het spermaspoor en in 2002 werden potentiële kandidaten uitgenodigd voor een onderzoek. Het leverde geen match op. Ook werd een vergelijking gemaakt met het DNA van alle veroordeelde mannen in de wijk Kogerveld maar ook dat bood geen soelaas. 

### Uitzending Peter R. de Vries
In 2006 besteedde Peter R de Vries aandacht aan de zaak in Peter R de Vries misdaadverslaggever. In het programma werden vier Zaanse mannen met zedenachtergrond aan de leugendetector gelegd en werd een uitgebreid daderprofiel geschetst. De hernieuwde aandacht voor de zaak leverde in de dagen na de uitzending 100 nieuwe tips op, maar tot een doorbraak kwam het niet.

### Nieuw grootschalig DNA-onderzoek
In 2008 vond een grootschalig DNA-onderzoek plaatsen. Nieuwe technieken maakten inzichtelijk dat het spermaspoor afkomstig moest zijn van een Turkse of Noord-Afrikaanse man van tussen de 16 en 30 jaar. Een groep van 75 mannen werd uitgenodigd voor onderzoek. Echter ook nu weer zonder resultaat.

### DNA-verwantschapsonderzoek leidt tot oplossing
In 2012 werd het DNA-verwantschapsonderzoek in de wet opgenomen. In november 2017 besloten de politie en het Openbaar Ministerie deze opsporingstechniek ook in te zetten in de cold case van Milica. Dit DNA-verwantschapsonderzoek richtte zich op een groep van 133 mannen. Deze mannen hebben een Turkse achtergrond en woonden in 1992 in Kogerveld, of hebben familieleden die daar toen woonden. De Turkse gemeenschap gaf in grote getale gehoor aan het verzoek om deel te nemen aan het onderzoek. 
Op 11 december 2017 meldde de politie dat er een doorbraak was gerealiseerd omdat er een match was. Niet met de verdachte zelf maar met zijn broer. Huseyin A. zelf weigerde om mee te werken aan het onderzoek.

## Rechtszaak
In 2018 begon de rechtszaak tegen Huseyin A. De rechtbank Amsterdam veroordeelde hem op 11 december 2018 tot 20 jaar celstraf wegens gekwalificeerde doodslag, de hoogst mogelijke straf voor dit misdrijf in 1992. Het Openbaar Ministerie had ook verkrachting apart ten laste gelegd, maar volgens de rechtbank was dit feit verjaard. Het gerechtshof oordeelde in hoger beroep anders over de verjaring en veroordeelde A. op 10 februari 2022 tot 19 jaar en 7 maanden cel wegens verkrachting en gekwalificeerde doodslag. De straf viel lager uit omdat de procedure te lang had geduurd. A. werd bijgestaan door advocaat Gerald Roethof, de nabestaanden van Milica door Richard Korver.
In juni 2022 overleed de 51-jarige Huseyin A. in de gevangenis.